# Mario Zabalaga
Mario Zabalaga Llanos (Bolivia, 8 de mayo de 1838-Cochabamba, 13 de diciembre de 2008) fue un futbolista boliviano que jugaba como defensa. Jugó la mayor parte de su carrera en el Jorge Wilstermann. Fue internacional con la Selección de Bolivia.

## Trayectoria
En 1957 pasa a jugar en Jorge Wilstermann. Allí obtuvo 6 campeonatos nacionales (1957, 1958, 1959, 1960, 1967, 1972).

## Selección nacional
Fue internacional con la selección boliviana en 11 ocasiones.
Disputó el Campeonato Sudamericano 1963 en la que su selección obtuvo el campeonato.

## Clubes

### Como jugador
| Club              | País    | Año       |
| ----------------- | ------- | --------- |
| Club Busch        | Bolivia | 1957      |
| Jorge Wilstermann | Bolivia | 1957-1963 |
| Aurora (cedido)   | Bolivia | 1964      |
| Jorge Wilstermann | Bolivia | 1965-1972 |

## Palmarés

### Títulos nacionales
| Título           | Club              | Año  |
| ---------------- | ----------------- | ---- |
| Primera División | Jorge Wilstermann | 1957 |
| Primera División | Jorge Wilstermann | 1958 |
| Primera División | Jorge Wilstermann | 1959 |
| Primera División | Jorge Wilstermann | 1960 |
| Primera División | Jorge Wilstermann | 1967 |
| Primera División | Jorge Wilstermann | 1972 |

### Títulos internacionales
| Título       | Equipo              | Sede    | Año  |
| ------------ | ------------------- | ------- | ---- |
| Copa América | Selección Boliviana | Bolivia | 1963 |